# Micrococca holstii
Micrococca holstii är en törelväxtart som först beskrevs av Ferdinand Albin Pax, och fick sitt nu gällande namn av David Prain. Micrococca holstii ingår i släktet Micrococca och familjen törelväxter. Inga underarter finns listade i Catalogue of Life.